# سيزار إيبانيز (لاعب كرة قدم)
سيزار إيبانيز (بالإسبانية: César Ibáñez)‏ هو لاعب كرة قدم أرجنتيني في مركزي الدفاع، ولد في 19 أغسطس 1999 في الأرجنتين. لعب مع هوراكان.

## وصلات خارجية
- سيزار إيبانيز على موقع قاعدة بيانات كرة القدم.إي يو (الإنجليزية)
- سيزار إيبانيز على موقع Soccerway.com (الإنجليزية)